# Elif Şafaková

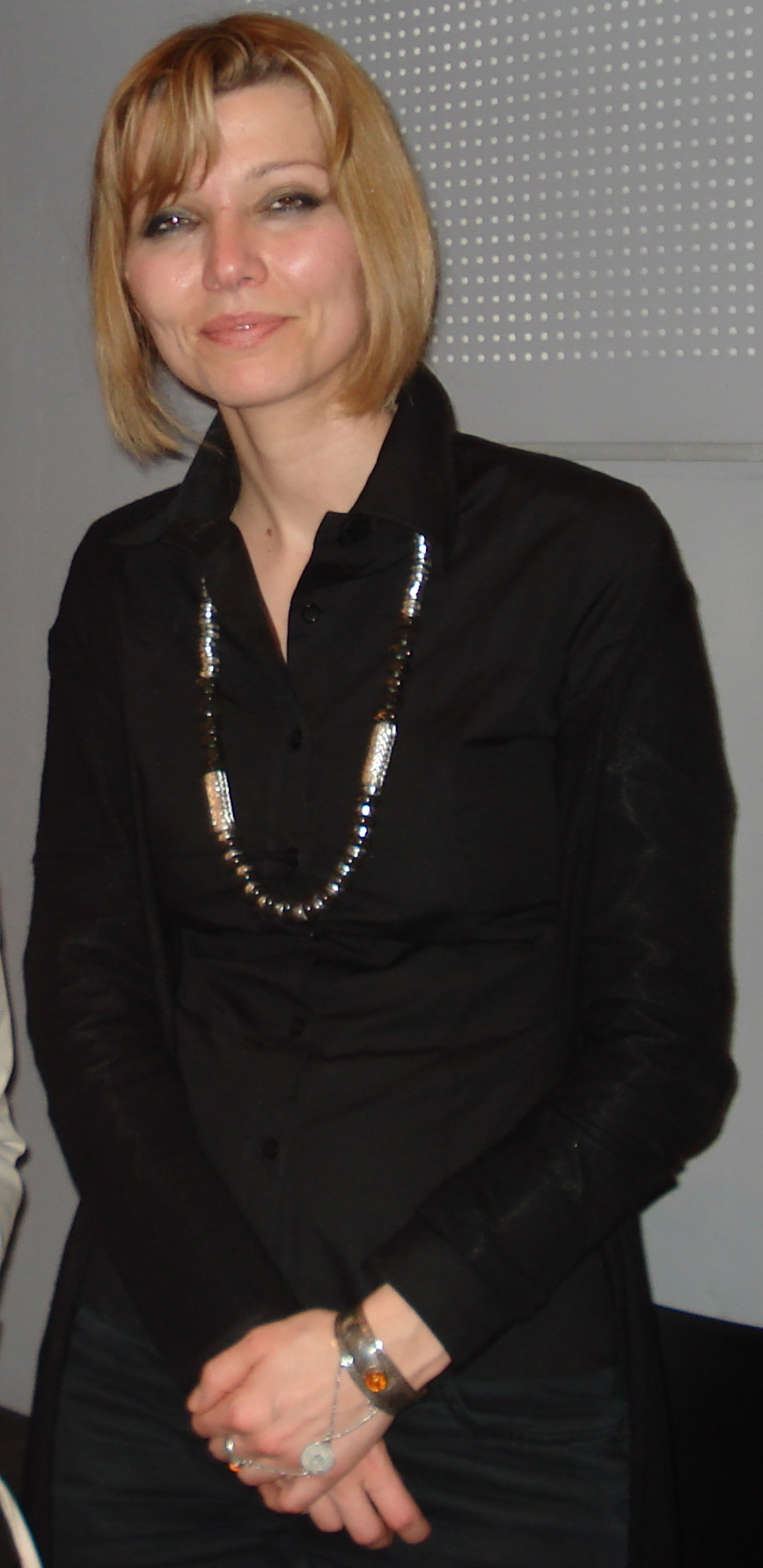
Elif Şafaková

Elif Şafaková (* 25. října 1971, Štrasburk), narozená jako Elif Bilgin, je turecká spisovatelka. Píše v turečtině a angličtině.

## Život a dílo
Jako dcera diplomatky Şafak Ataymanové a profesora sociologie Nuri Bilgins vyrůstala mimo jiné v Madridu a Ammánu. Vystudovala mezinárodní vztahy na Orta Doğu Teknik Üniversitesi v Ankaře, obdržela magisterský titul v oboru genderu a ženských studií za práci The Deconstruction of Femininity Along the Cyclical Understanding of Heterodox Dervishes in Islam a na téže univerzitě promovala z politologie s prací  An Analysis of Turkish Modernity Through Discourses of Masculinities. Od roku 2006 pracovala jako odborný asistent na katedře blízkovýchodních studií na University of Arizona v Tucsonu. V současnosti působí na Kingston University v Londýně.
Literárně debutovala v roce 1994 povídkou Kem Gözlere Anadolu. Její první román (Pinhan) byl zveřejněn v roce 1997 a získala za něj cenu Mevlana, která se uděluje za práce v oboru islámské mystiky. První průlom přišel s románem Şehrin Aynaları (Zrcadlo města), za který jí byla udělena Cenu unie tureckých spisovatelů v roce 2000.
Je zakládajícím členem European Council on Foreign Relations. Jejím manželem je novinář Eyüp Can Saglik a mají dceru (* 2006) a syna (* 2008).

## Publikační činnost

### Turecky
- Kem Gözlere Anadolu, Evrensel 1994, ISBN 975-7837-29-6
- Pinhan, Metis 1997, ISBN 975-342-297-0
- Şehrin Aynaları, Metis 1999, ISBN 975-342-298-9
- Mahrem, Metis 2000, ISBN 975-342-285-7
- Bit Palas, Metis 2002, ISBN 975-342-354-3
- Beşpeşe, Metis 2004, ISBN 975-342-467-1 (spoluautoři Murathan Mungan, Faruk Ulay, Celil Oker a Pınar Kür)
- Med-Cezir, Metis 2005, ISBN 975-342-533-3
- Siyah Süt, Doğan 2007, ISBN 978-975-991-531-5
- Aşk, Doğan 2009, ISBN 978-605-111-107-0
- Kağıt Helva, Doğan 2010, ISBN 978-605-111-426-2
- Firarperest, Doğan 2010, ISBN 978-605-111-902-1 (ilustrace M.K. Perker)
- İskender, Doğan 2011, ISBN 9786050902518
- Şemspare, Doğan 2012, ISBN 9786050907995 (ilustrace M.K. Perker)

### Anglicky
- The Saint of Incipient Insanities, Farrar, Straus and Giroux 2004, ISBN 0-374-25357-9
- The Flea Palace, 260 S., Marion Boyars 2005, ISBN 0-7145-3101-4
- The Gaze, 252 S., Marion Boyars 2006, ISBN 0-7145-3121-9
- The Bastard of Istanbul, Viking Adult 2007, ISBN 978-0-670-03834-3
- The Forty Rules of Love: A Novel of Rumi, Viking Adult 2010, ISBN 978-0-670-02145-1
- Black Milk: On Writing, Motherhood, and the Harem Within, 267 S., Viking Books 2011, ISBN 0-670-02264-0
- Honour, 352 S., Viking 2012, ISBN 0-670-92115-7

### České překlady
- Čtyřicet pravidel lásky ('Forty Rules of Love'). 1. vyd. V Praze: Egmont, 2014. 384 S. Překlad z angličtiny: Jana Hejná